# Gângiova
Gângiova – wieś w Rumunii, w okręgu Dolj, w gminie Gângiova. W 2011 roku liczyła 1432 mieszkańców.